# Велике Святцово
Велике Святцово (рос. Большое Святцово) — присілок в Торжоцькому районі Тверської області Російської Федерації.
Населення становить 307 осіб. Входить до складу муніципального утворення Большесвятцовське сільське поселення.

## Історія
Від 2005 року входить до складу муніципального утворення Большесвятцовське сільське поселення.

## Населення
| 1859 | 1884 | 1920 | 1997 | 2002 | 2010 |
| ---- | ---- | ---- | ---- | ---- | ---- |
| 369  | ↗390 | ↗394 | ↘313 | ↘281 | ↗307 |